# جاك ليبشيتز
جاك ليبشيتز (بالفرنسية: Chaim Jacob Lipchitz) (22 أغسطس، 1891 - 16 مايو، 1973) نحات ورسام تكعيبي. ولد في دروسكينينكي، في ليتوانيا ذلك الحين تحت حكم روسيا القيصرية، كان أبنا لمقاول بناء يهودي. في الأول، تحت تأثير والده، درس الهندسة، ولكن بعد فترة وجيزة، وأيدته والدته ان ينتقل إلى باريس (1909) لدراسة في école des بيكس الفنون- واكاديميه جوليان.
مع الاحتلال الألماني لفرنسا خلال الحرب العالمية الثانية، وترحيل اليهود إلى معسكرات الموت النازية، اضطر جاك ليبشيتز إلى الفرار من فرنسا. وتوجه إلى الولايات المتحدة. هناك، استقر في نهاية المطاف على هاستنغز - هدسون، نيويورك. وكان واحدا من 250 النحاتون الذين معارضها في النحت الدولي الثالث الذي عقد في فيلادلفيا متحف الفنون في صيف عام 1949.

## رودان
تلقى جاك ليبشيتز الاهتمام من أوجست رودان (1840 ـ1917) عندما كان شاباً لا يتجاوز الحادية والعشرين، وقد راح مرة يسأل نفسه: «ما الخطأ الذي ارتكبته مع منحوتتي الصغيرة حتى نالت إعجاب رودان؟». وعام 1962 اعترف ليبشيتز ان ما فعله مع رفاقه التكعيبيين لم يكن مختلفاً كثيراً عما فعله رودان. فقال: «كان رودان أكثر تقدما منا. إذ يحتوي نحته مهارة حرفية، بينما نحتنا، في عشرينيات القرن الماضي وثلاثينياته،

## التراث العبراني
أنتج جاك ليبشيتز أعمالاً فنية مبنية على أفكار رئيسية وموتيفات مأخوذة من التراث العبراني إلا أنها ظلت في إطار الإنتاج الفني العالمي بقواعده الحرفية ومدارسه الفنية والنقدية أكثر منها تعبيراً عن فن ذو مرجعية عبرية.

## روابط خارجية
- جاك ليبشيتز على موقع الموسوعة البريطانية (الإنجليزية)
- جاك ليبشيتز على موقع مونزينجر (الألمانية)